# Paul Thompson (sinológus)
Paul Mulligan Thompson (Hszingtaj, 1931. február 10. – London, 2007. június 12.; kínai neve pinjin hangsúlyjelekkel: Tán Pǔsēn; magyar népszerű: Tan Pu-szen; egyszerűsített kínai: 谭朴森; hagyományos kínai: 譚樸森) brit sinológus.

## Élete, munkássága
Paul Thompson északír misszionárius szülők gyermekeként a Hopej tartománybeli Hszingtajban született. Iskolai tanulmányait is Kínában kezdte Santung tartományban, majd családja egy japán internálótáborba került. Miután a tábort 1945-ben az amerikai hadsereg felszabadította, a család visszaköltözött Észak-Írországba, Belfastba, ahol Thompson befejezte középiskolai tanulmányait.
Egyetemi tanulányait Amszterdamban kezdte, majd a Minnesotai Egyetemre került, de diplomát nem szerzett. 1952-ben összeházasodott Marcia Cole-lal. Évekig tolmácsként dolgozott Japánban, majd Tajvanon tanított. 1959-ben felvételt nyert a seattle-i University of Washingtonra, ahol 1960-ban diplomázott. PhD disszertációját Hellmut Wilhelmnél írta töredékekben fennmaradt ókori Sen-ce című filozófiai műről. 1963-tól 1970-ig a Wisconsini Egyetemen tanított, majd 1970-ben kinevezték a londoni School of Oriental and African Studiesra, ahol 1996-os nyugdíjba vonulásáig tanított és kutatott. Sinológiai munkássága mellett említésre méltó teljesítménye a kínai szöveg számítógépes beviteli rendszerével kapcsolatos úttörőnek számító fejlesztései az 1980-as években.
2007-ben rákban hunyt el.

## Főbb művei
- 1979. The Shen Tzu Fragments. Oxford and London